# Shiliang (köpinghuvudort i Kina, Shandong Sheng, lat 37,58, long 120,66)
Shiliang (kinesiska: 石良, 石良镇) är en köpinghuvudort i Kina. Den ligger i provinsen Shandong, i den östra delen av landet, omkring 340 kilometer öster om provinshuvudstaden Jinan. Antalet invånare är 55 362. Befolkningen består av 27 942 kvinnor och 27 420 män. Barn under 15 år utgör 11,0 %, vuxna 15-64 år 75 %, och äldre över 65 år 12,0 %.
Runt Shiliang är det tätbefolkat, med 636 invånare per kvadratkilometer. Närmaste större samhälle är Donglai, 14,4 km nordväst om Shiliang. Trakten runt Shiliang består till största delen av jordbruksmark.
Genomsnittlig årsnederbörd är 750 millimeter. Den regnigaste månaden är juli, med i genomsnitt 295 mm nederbörd, och den torraste är januari, med 11 mm nederbörd.